# ラクバ・シン
ヒャグワ・シン（Lakva Sim、1972年3月10日 - ）は、モンゴル国の元プロボクサー。ウランバートル出身。元WBA世界スーパーフェザー級王者。元WBA世界ライト級王者。世界2階級制覇王者。モンゴル初のプロボクシング世界王者。本名はドガルバータリン・ヒャグワ（英語: Lkhagva Dugarbaatar,モンゴル語: Дугарбаатарын Лхагва）。日本では専らラクバ・シンと表記された。リングネームをラクバ・拳士（ラクバ・けんし）として日本を拠点にしていた時期もあった。

## 来歴

### ライト級
アマチュアでは国際大会で数多くのタイトルを獲得し、156戦142勝（119KO・RSC）14敗の成績を残した。
1995年12月28日、プロデビュー。そのデビュー戦でPABAライト級王座獲得。

### スーパーフェザー級
1996年3月23日、3戦目で今度はPABAスーパーフェザー級王座を獲得し、同団体王座2階級制覇達成。その後、2度の防衛を果たし、1997年1月に王座返上。
1997年2月1日、6戦目で世界初挑戦。WBA世界スーパーフェザー級王者崔龍洙（韓国）に挑戦し、1-2で判定負けで王座獲得ならず。その後、1分を挟み5連勝。
1999年6月27日、2年ぶりの世界再挑戦。前年9月に崔を降してWBA世界スーパーフェザー級王座を獲得した畑山隆則に指名挑戦者として挑戦し、4回までは互角に戦ったが、５回目で優位になりTKO勝ち。13戦目でモンゴル人初の世界王者となった。
1999年10月31日、初防衛戦で白鐘権（韓国）と対戦し、ダウンを奪うなど優位に試合を進めるが、判定負けを喫し、王座陥落。
デビュー時から韓国を拠点として戦ってきたが、2001年（平成13年）12月、横浜さくらジムへ移籍。リングネームを「ラクバ・拳士」と改め、日本を拠点に戦うようになる。
2002年（平成14年）4月13日、移籍後初めて（通算3度目）の世界挑戦。敵地でヨーサナン・3Kバッテリー（タイ）とWBA世界スーパーフェザー級王座決定戦を行うが、12回判定で敗れ王座返り咲きならず。
2003年（平成15年）、横浜さくらジムを離れ、拠点を韓国に戻す。

### ライト級復帰
2004年4月10日、アメリカ合衆国・ラスベガスでミゲール・カリスト（パナマ）とWBA世界ライト級王座決定戦を行い、5回TKO勝ちで世界2階級制覇を果たしたが、7月17日の初防衛戦でファン・ディアス（米国）に12回判定負けを喫し、王座陥落。
その後、2005年に2試合を戦い現役引退。
同胞の元・大相撲力士である旭鷲山と親交があり、旭鷲山がラクバの応援に駆けつけたこともあった。

## 戦績
- 26戦 21勝 18KO 4敗 1分

## 獲得タイトル
- PABAライト級王座
- PABAスーパーフェザー級王座
- WBA世界スーパーフェザー級王座（防衛0）
- WBA世界ライト級王座（防衛0）